# Paridactus idactiformis
Paridactus idactiformis là một loài bọ cánh cứng trong họ Cerambycidae.